# St. Jakobus und Nikolaus (Urphertshofen)

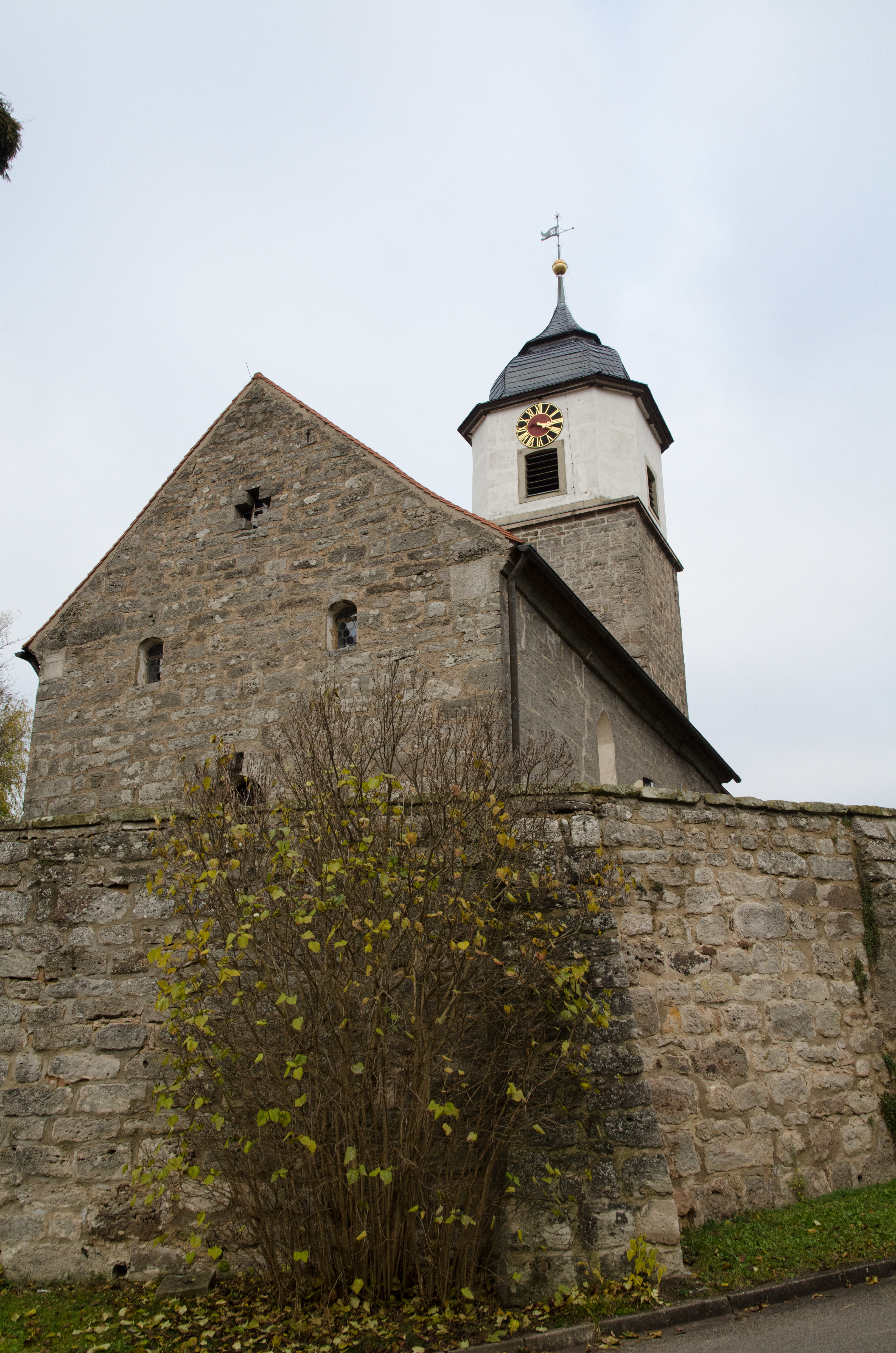
St. Jakobus und Nikolaus (Urphertshofen)

Die denkmalgeschützte, evangelisch-lutherische Filialkirche St. Jakobus und Nikolaus steht in Urphertshofen, einem Gemeindeteil des Marktes Obernzenn im Landkreis Neustadt an der Aisch-Bad Windsheim (Mittelfranken, Bayern). Die Kirche ist unter der Denkmalnummer D-5-75-156-43 als Baudenkmal in der Bayerischen Denkmalliste eingetragen. Die Kirchengemeinde gehört zur Pfarrei Obernzenn im Dekanat Bad Windsheim im Kirchenkreis Ansbach-Würzburg der Evangelisch-Lutherischen Kirche in Bayern.

## Beschreibung
Die Saalkirche wurde um 1200 aus Quadermauerwerk als Wehrkirche erbaut. Gegen Ende des 17. Jahrhunderts wurden die Mauern des Langhauses erhöht, um Emporen einbauen zu können. 1755 wurde der Chorturm im Osten um ein achteckiges Geschoss aufgestockt, um die Turmuhr und den Glockenstuhl unterzubringen, und mit einer schiefergedeckten Glockenhaube bedeckt. Die Sakristei wurde erst 1851 an die Nordseite des Chorturms angebaut. 
Der Innenraum des Chors, d. h. das Erdgeschoss des Chorturms, ist längs mit einem Tonnengewölbe überspannt, der des Langhauses mit einer Holzbalkendecke. Die einfache Kirchenausstattung stammt aus dem 19. Jahrhundert. Die Mensa im Chor ist aus Stein, ebenso das moderne Taufbecken. Das Altarretabel und die achtseitige Kanzel stammen aus dem 20. Jahrhundert.